# Racławiczki
Racławiczki (dodatkowa nazwa w j. niem. Rasselwitz, śl. Racławicy) – wieś w Polsce, położona w województwie opolskim, w powiecie krapkowickim, w gminie Strzeleczki. Historycznie leży na Górnym Śląsku, na ziemi prudnickiej. Położona jest na terenie Kotliny Raciborskiej, będącej częścią Niziny Śląskiej. Przepływa przez nią rzeka Biała.
W latach 1945–1954 miejscowość należała do gminy Strzeleczki w powiecie prudnickim. W latach 1975–1998 miejscowość należała administracyjnie do ówczesnego województwa opolskiego.
Według danych na 2011 wieś była zamieszkana przez 785 osób.

## Nazwa
W alfabetycznym spisie miejscowości na terenie Śląska wydanym w 1830 roku we Wrocławiu przez Johanna Knie wieś występuje pod zniekształconą, polską nazwą Polskie Raslowice oraz niemiecką nazwą Polnisch Rasselwitz. Topograficzny opis Górnego Śląska z 1865 roku notuje miejscowość pod polską nazwą Polskie Raclowice, a także niemiecką Polnisch Rasselwitz we fragmencie: „Polnisch Rasselwitz (1383 Polonicalis Raslowitz, 1531 Raslawitze polonicalis, Polskie Raclowice)”.
Niemiecki leksykon geograficzny Neumanna wydany w 1905 roku notuje nazwę miejscowości jako Polnisch Rasselwitz. Później ze względu na związek z Polską Niemcy wymazali pierwszy człon nazwy – Polnisch pozostawiając w nazwie Rasselwitz.
Ze względu na polskie pochodzenie nazwy w okresie hitlerowskiego reżimu w latach 1939–1945 nazistowska administracja III Rzeszy zmieniła nazwę na nową, całkowicie niemiecką – Rosstal. 12 listopada 1946 r. nadano miejscowości, wówczas administracyjnie należącej do powiatu prudnickiego, polską nazwę Racławiczki.
W gwarach prudnickich nazwa miejscowości występuje jako Racławicy (odmiana: dzie miyszkył? w Racławicach; jadã do Racławic; miyndzy Prudnikã, a Racławicōma).

## Historia
Wieś po raz pierwszy wzmiankowana była w spisach urzędowych w 1383 po łacinie i po niemiecku jako Polonicalis Rastlowitz. W 1531 zostały wymienione po łacinie i po polsku jako Raslawice Polonicalis. Na miejscu wioski miała znajdował się leśna osada. Według kronik kościelnych, około XIV wieku znajdował się tu drewniany kościół. Przez Racławiczki prowadziła główna droga z Głogówka przez las do Opola. Przez wieś miał przejeżdżać król Jan Kazimierz uciekając do Głogówka podczas potopu szwedzkiego, a także król Jan III Sobieski, który jechał z wojskiem na odsiecz wiedeńską. Wraz ze swoją armią miał zatrzymać się na odpoczynek i nocować w miejscu, w którym współcześnie znajduje się boisko.

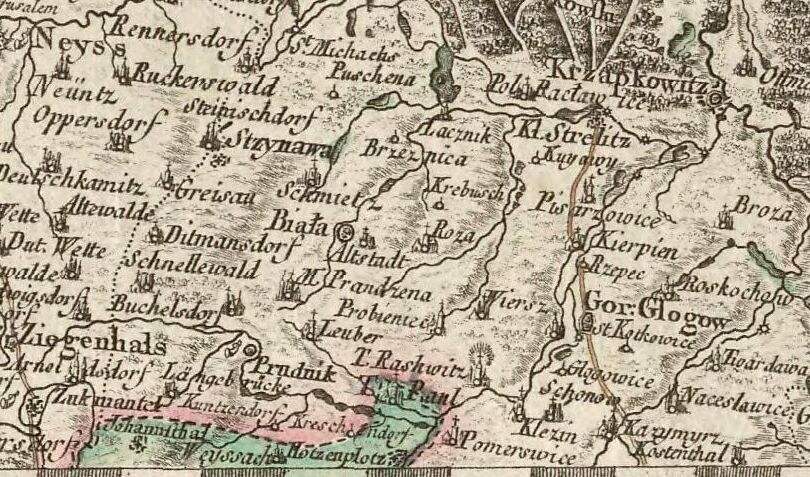
Racławiczki (Pol. Racławice) wśród miejscowości ziemi prudnickiej na polskojęzycznej mapie z 1772

Do 1742 wieś należała do powiatu sądowego głogóweckiego w Monarchii Habsburgów. Po I wojnie śląskiej znalazła się w granicach Królestwa Prus i weszła w skład powiatu prudnickiego w prowincji Śląsk. W XIX wieku w Racławiczkach funkcjonował młyn wodny. Na początku XIX wieku wzniesiono nowy kościół parafialny św. Marii Magdaleny. W latach 30. XIX wieku we wsi znajdował się majątek barona Seherr-Thoss z Kujaw. Następnym właścicielem majątku został Hubert von Tiele-Winckler.

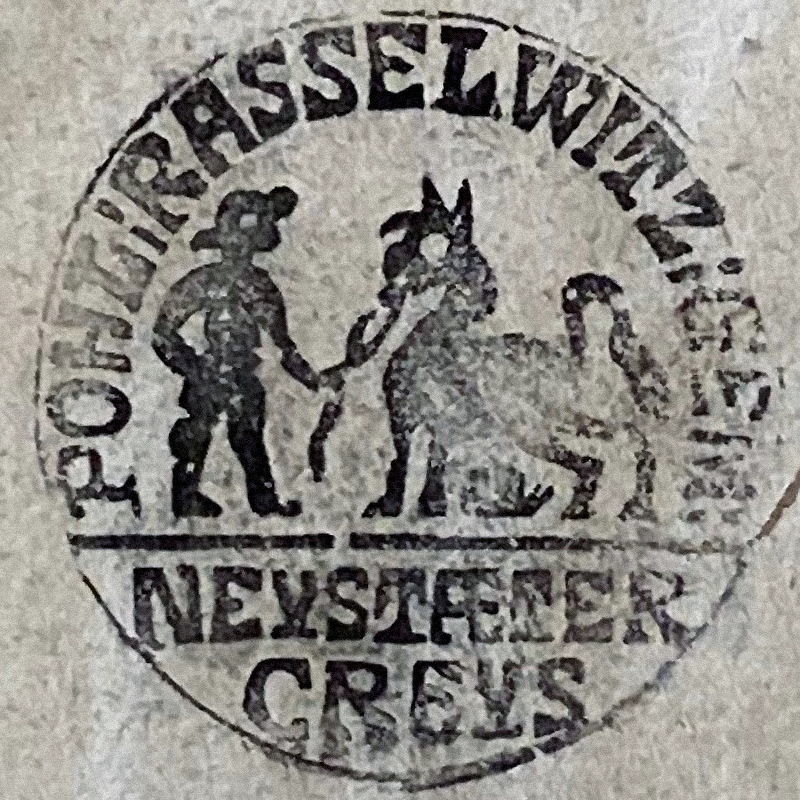
Pieczęć Racławiczek (1836)

Wieś posiadała swoją własną pieczęć, która przedstawiała w polu chłopa trzymającego na uprzęży konia, a w otoku napis: POHL: RASSELWITZ: GEM: / NEYSTAETER CREYS (pol. Gmina Racławiczki / Powiat Prudnicki). Według spisu ludności z 1 grudnia 1910, na 921 mieszkańców Racławiczek 45 posługiwało się językiem niemieckim, 874 językiem polskim, a 2 było dwujęzycznych.

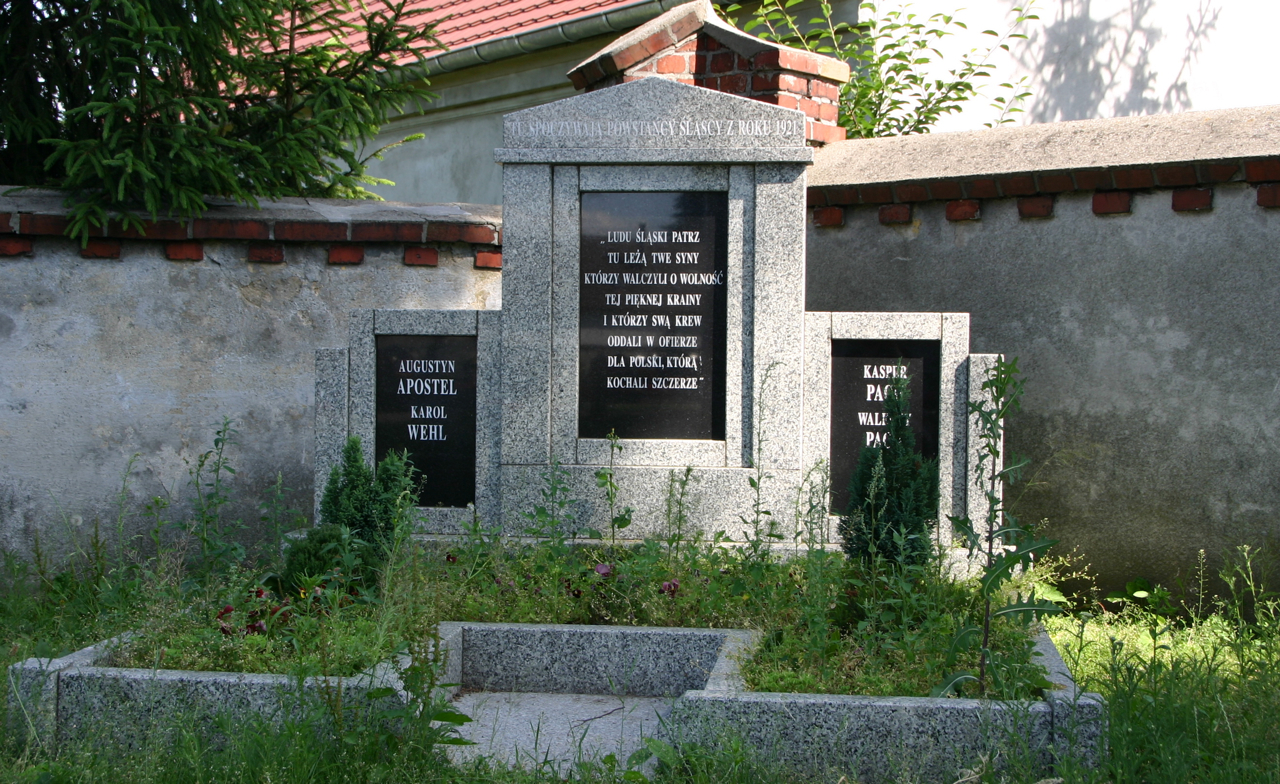
Mogiła zbiorowa powstańców śląskich

W 1921 w zasięgu plebiscytu na Górnym Śląsku znalazła się tylko część powiatu prudnickiego. Racławiczki znalazły się po stronie wschodniej, w obszarze objętym plebiscytem, w obwodzie nr 9 powiatu prudnickiego. Do głosowania uprawnione były w Racławiczkach 703 osoby, z czego 687, ok. 97,7%, stanowili mieszkańcy (w tym 467, ok. 66,4% całości, mieszkańcy urodzeni w miejscowości). Oddano 688 głosów (ok. 97,9% uprawnionych), w tym 686 (ok. 99,7%) ważnych; za Niemcami głosowało 507 osób (ok. 73,9%), a za Polską 179 osób (ok. 26,1%). Po stronie polskiej w III powstaniu śląskim, w 3. kompanii prudnickiej służyli mieszkańcy Racławiczek. Czterech powstańców śląskich, poległych w 1921: Augustyn Apostel ze Smolarni, Jan Pach, Kasper Pach i Walenty Pach, zostało pochowanych w zbiorowej mogile w Racławiczkach.

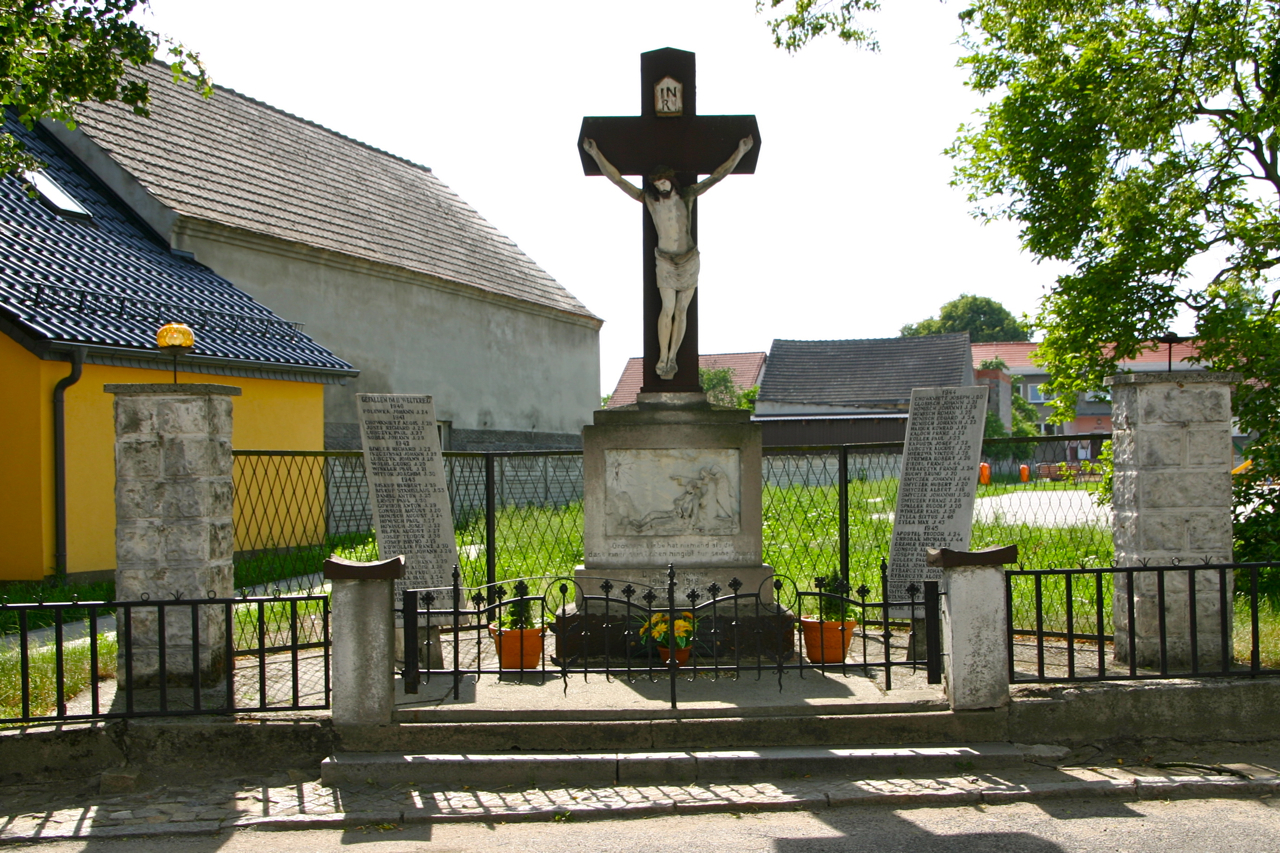
Pomnik poległych w I i II wojnie światowej

9 września 1923 w ogrodzie naprzeciwko budynku ówczesnej szkoły podstawowej w Racławiczkach powstał pomnik upamiętniający 43 mieszkańców wsi, którzy zginęli podczas I wojny światowej. Na dolnych stopniach postumentu umieszczono cytat z Ewangelii Jana: „Grössere Liebe hat niemand als die, dass einer sein Leben hingibt für seine Freunde” (pol. Nikt nie ma większej miłość od tej, gdy ktoś życie swe oddaje za przyjaciół swoich) oraz „Den im Weltkriege 1914-1918 gefallenen Helden. Die dankbare Gemeinde Poln. Rasselwitz” (Bohaterom poległym w wojnie światowej 1914–1918.Wdzięczna gmina wiejska Racławiczki). Przy ul. Leśnej w Racławiczkach ustawiono dwa murowane krzyże, które również upamiętniały I wojnę światową. Pierwszy upamiętnia poległych braci z rodziny Janocha, a drugi powstał jako wotum dziękczynne rodziny Fitz za powrót z wojny syna.
Według wyników ankiety kościelnej z 1931, odsetek Polaków wśród mieszkańców Racławiczek oceniono na 95%. Podczas II wojny światowej, w marcu 1945 wieś zajęli zmierzający do Prudnika żołnierze 1 Frontu Ukraińskiego.
Cywile z Racławiczek i okolic byli wykorzystywani przez Sowietów do budowy okopów w rejonie Prężyny oraz Olbrachcic koło Prudnika od marca do maja 1945.
Po II wojnie światowej, od marca do maja 1945 powiat prudnicki znajdował się pod kontrolą radzieckiej komendantury wojskowej. 11 maja 1945 polska administracja przejęła władzę cywilną w powiecie prudnickim. Mieszkańcom Racławiczek, posługującym się dialektem śląskim bądź znającym język polski, pozwolono pozostać we wsi po otrzymaniu polskiego obywatelstwa.
W latach 1945–1950 Racławiczki należały do województwa śląskiego, a od 1950 do województwa opolskiego. W latach 1945–1954 wieś należała do gminy Strzeleczki, w latach 1954–1959 była siedzibą gromady Racławiczki, a w latach 1959–1972 należała do gromady Zielina. Podlegała urzędowi pocztowemu w Strzeleczkach.
Do 1956 roku Racławiczki należały do powiatu prudnickiego. W związku z reformą administracyjną, w 1956 Racławiczki zostały odłączone od powiatu prudnickiego i przyłączone do nowo utworzonego krapkowickiego.
W 1949 we wsi znajdowały się między innymi: szkoła podstawowa prowadzona przez Inspektorat Szkolny w Prudniku, sklep spożywczy, cukiernik, kotlarz, krawiec, piekarz, trzech stolarzy.
W 1991 obok pomnika poległych w I wojnie światowej postawiono dwie tablice z nazwiskami mieszkańców poległych w II wojnie światowej.

## Mieszkańcy

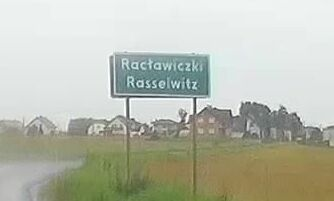
Tablica z podwójną nazwą przed wjazdem do Racławiczek od strony Prudnika

Miejscowość zamieszkiwana jest przez mniejszość niemiecką oraz Ślązaków. Mieszkańcy wsi posługują się gwarą prudnicką, będącą odmianą dialektu śląskiego. Należą do podgrupy gwarowej nazywanej Podlesioki.

### Liczba mieszkańców wsi
- 1871 – 797[43]
- 1885 – 837[44]
- 1905 – 862[45]
- 1910 – 921[19]
- 1933 – 1032[46]
- 1939 – 1079[46]
- 1966 – 955[47]
- 1998 – 894[48]
- 2002 – 867[48]
- 2009 – 825[48]
- 2010 – 790[49]
- 2011 – 785[48]
- 2021 – 735[48]

## Zabytki
Do wojewódzkiego rejestru zabytków wpisane są:
- kościół par. pw. św. Marii Magdaleny, 1802 r.
- mogiła zbiorowa powstańców śląskich, na cmentarzu przykościelnym
- plebania, z 1836 r.

## Pomniki i obiekty upamiętniające
- Pomnik poległych w I i II wojnie światowej – pomnik w Racławiczkach powstały w latach 20. XX wieku jako upamiętnienie mieszkańców wsi, którzy polegli w I wojnie światowej. W 1991 dostawiono do niego dwie tablice z nazwiskami mężczyzn, którzy zginęli podczas II wojny światowej. Znajduje się na nim napis w języku niemieckim: Gefallen im II Weltkrieg. Zgodnie z kryteriami w sprawie upamiętnień na obszarze RP żołnierzy niemieckich przyjętymi w uchwale Rady Ochrony Pamięci Walk i Męczeństwa w 1995, pomnik został uznany za nieprawidłowy[41].

## Transport
Racławiczki posiadają połączenia autobusowe z Moszną, Opolem, Prudnikiem, Krapkowicami, Smolarnią.

## Oświata
W Racławiczkach znajduje się Publiczne Przedszkole oraz Szkoła Podstawowa.

## Kultura

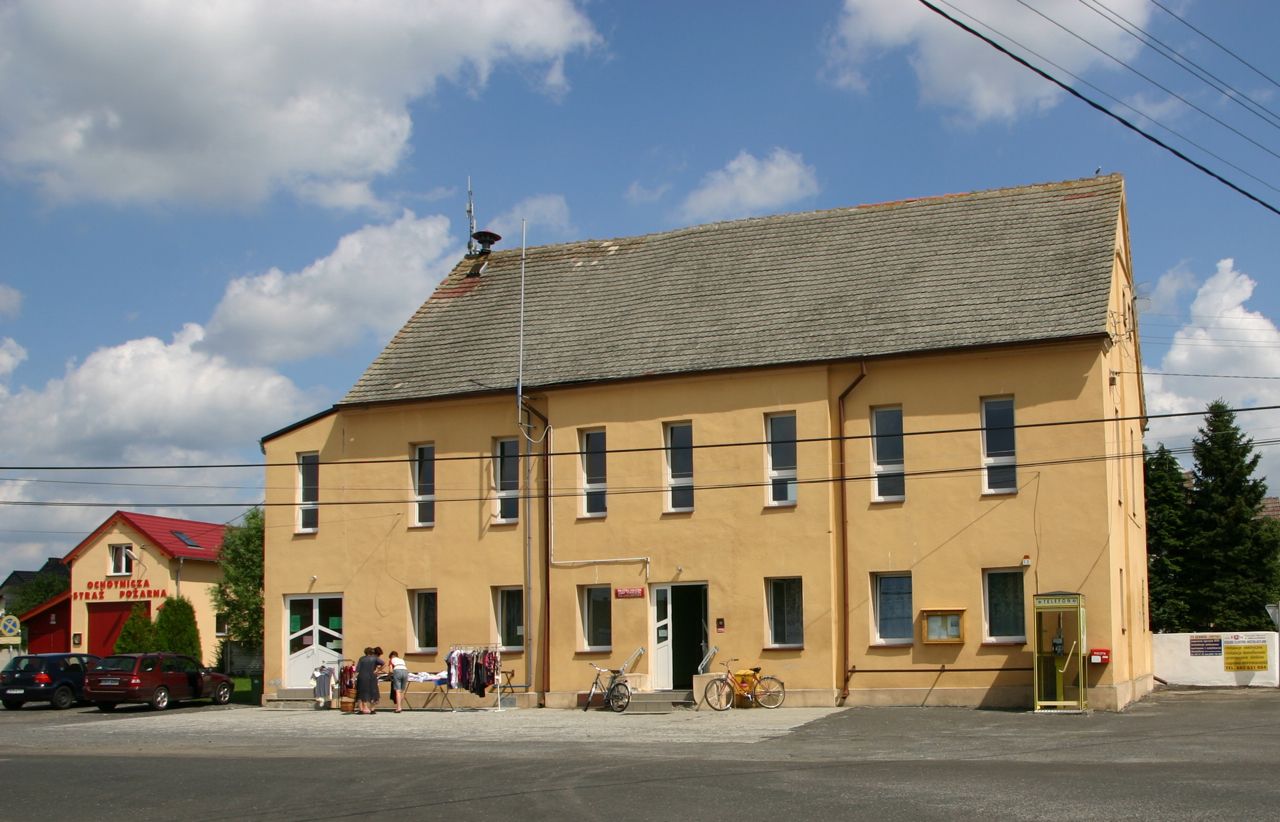
Dom Kultury przed remontem

W 2021 oddano do użytku zmodernizowany Dom Kultury w Racławiczkach. W obiekcie umieszczono bibliotekę, izbę regionalną, aulę oraz pomieszczenie do organizacji spotkań.

## Sport

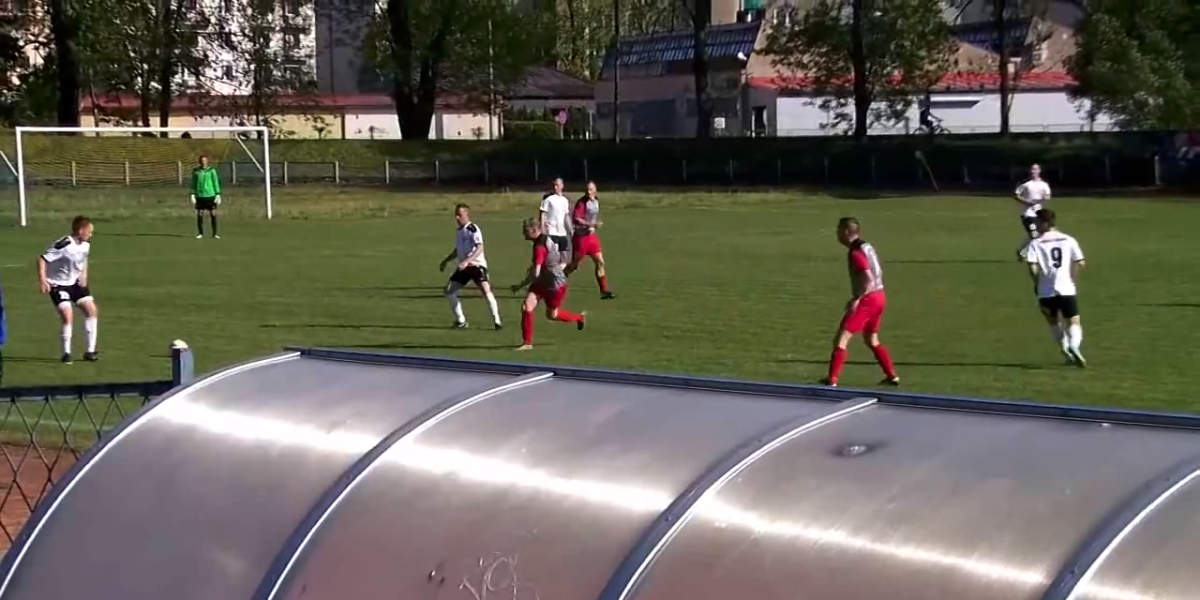
Mecz LZS-u Racławiczki z Pogonią Prudnik (Stadion Miejski w Prudniku)

We wsi funkcjonuje klub piłkarski LZS Racławiczki, założony w 1948. W latach 50. XX wieku klub zdobył wicemistrzostwo powiatu prudnickiego. Klub rozgrywa swoje mecze na boisku w Racławiczkach. Na boisku znajdują się trybuny z 218 miejscami.

## Turystyka
We wsi funkcjonuje gospodarstwo agroturystyczne „Racławiczki”.
Oddział PTTK „Sudetów Wschodnich” w Prudniku ustanowił turystyczną Odznakę Krajoznawczą Ziemi Prudnickiej, którą zdobywa się poprzez zwiedzenie odpowiedniej liczby obiektów w miejscowościach położonych na ziemi prudnickiej, w tym w Racławiczkach.

## Bezpieczeństwo

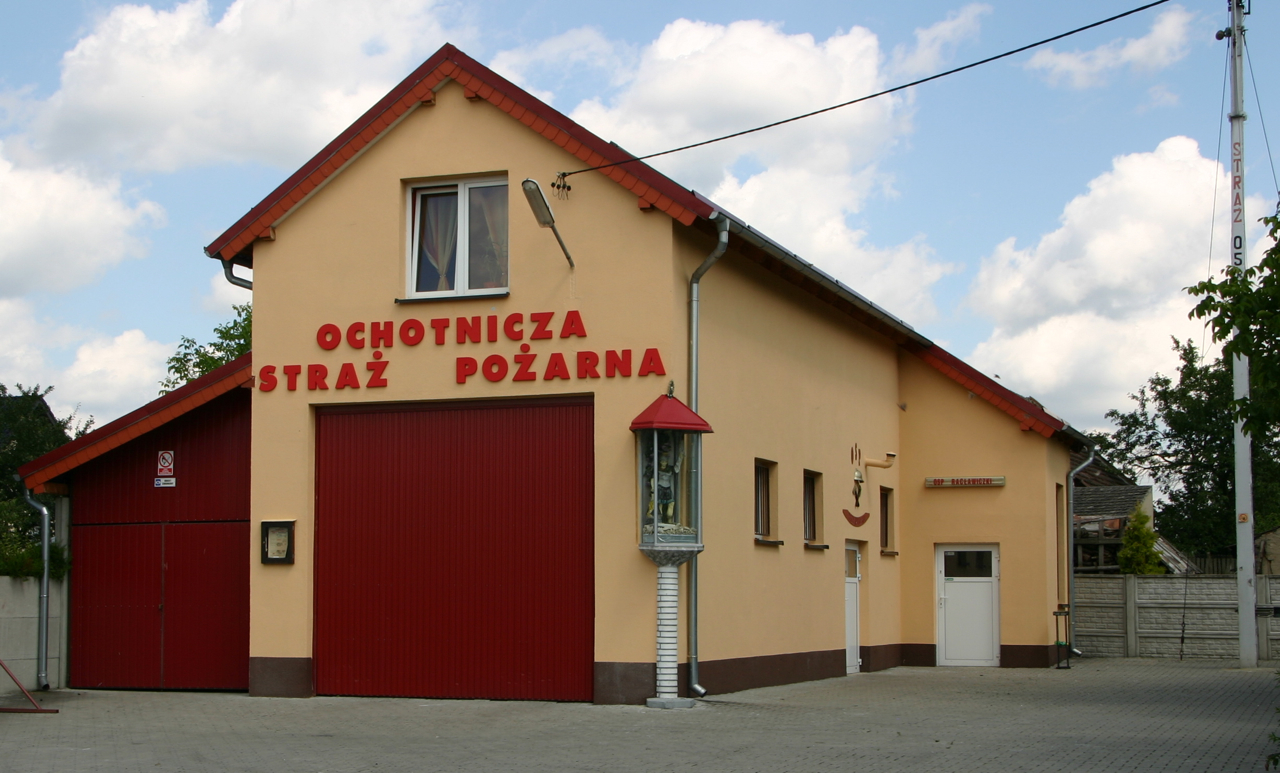
Remiza OSP Racławiczki

W zakresie ochrony przeciwpożarowej oraz innych miejscowych zagrożeń w Racławiczkach działa jednostka Ochotniczej Straży Pożarnej, zrzeszona w Związku Ochotniczych Straży Pożarnych RP w Strzeleczkach. Do 1998 bezpieczeństwo pożarowe w Racławiczkach było nadzorowane przez Komendę Rejonową PSP w Prudniku.
Miejscowość jest pod opieką dzielnicowego rejonu służbowego nr 8 Komendy Powiatowej Policji w Krapkowicach.
Teren wsi, jak i całej gminy Strzeleczki, położony jest w strefie nadgranicznej w związku z czym Straż Graniczna dysponuje, na tym obszarze, specjalnymi kompetencjami w zakresie bezpieczeństwa. Gminę Strzeleczki obejmuje zasięgiem służbowym placówka Straży Granicznej w Opolu ze Śląskiego Oddziału SG.

## Ludzie związani z Racławiczkami
- Franciszek Reszka (1849–1903) – duchowny rzymskokatolicki, działacz narodowy, duszpasterz parafii w Racławiczkach